# Kocové z Dobrše

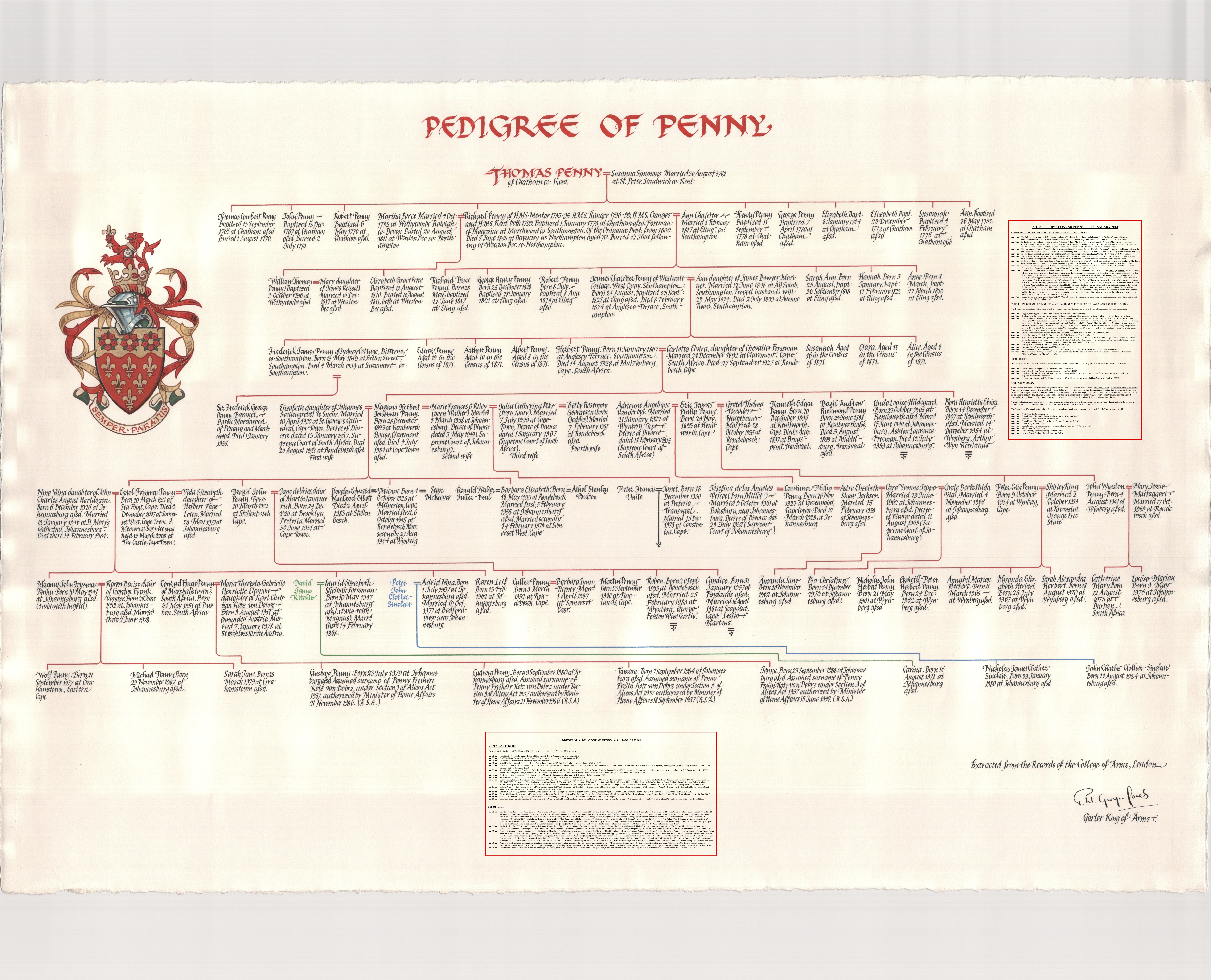
Rodokmen rodu Penny

Kocové z Dobrše, někdy psáno také jako Kotz von Dobersch, či německy Kotz (Ritter) von Dobrz jsou stará česká vladycká rodina, která v průběhu staletí povýšila do panského a hraběcího stavu. Pocházeli z Dobrše severně od Vimperka.

## Historie

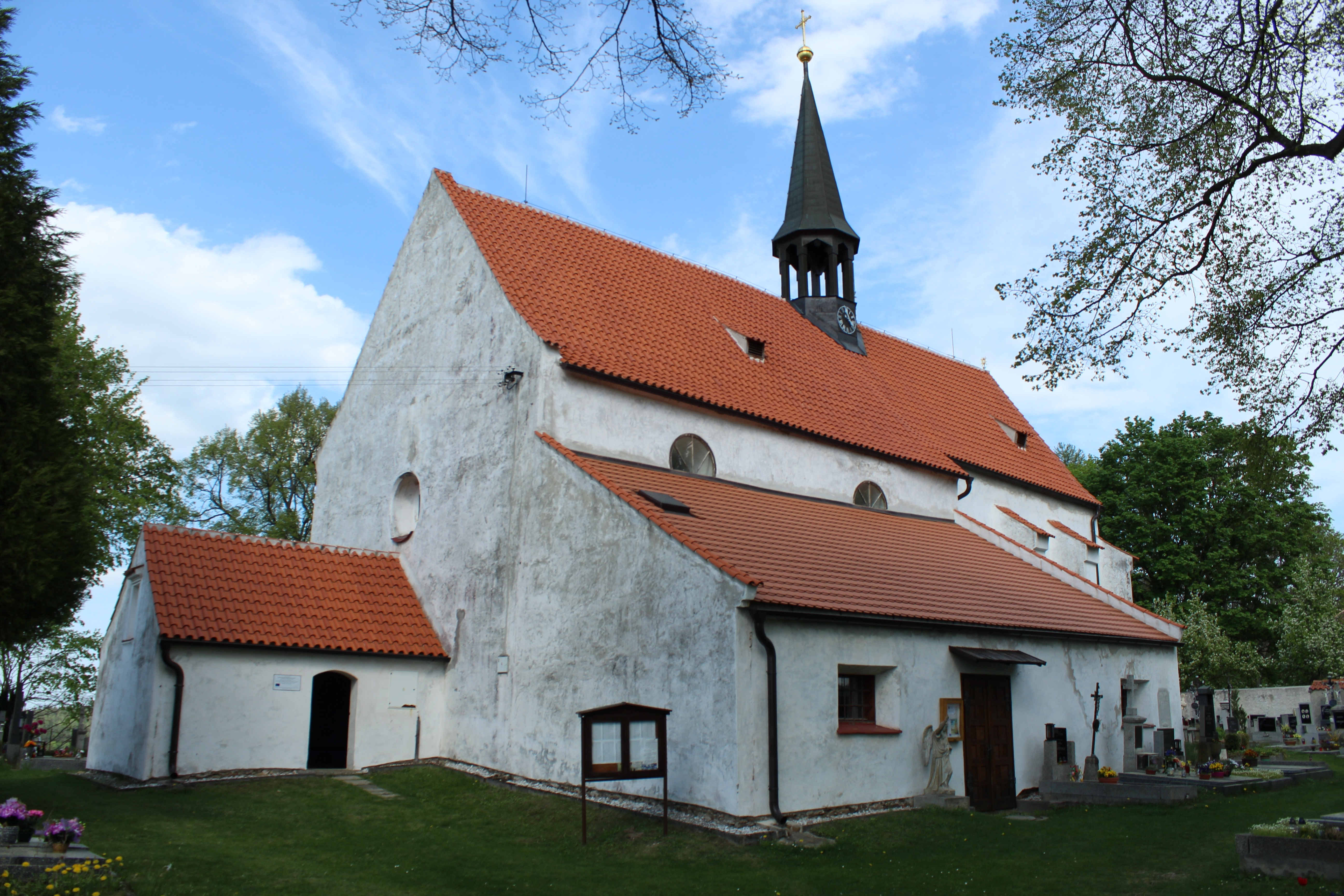
Kostel zvěstování Páně (Panny Marie) v Dobrši

K původu rodu se váže pověst o mlynáři, který zachránil život knížeti Oldřichovi.
Jako první ověřený příslušník rodu se uvádí až Přibík Kocík (Peter de Dobrssye), který koncem 14. století postavil tvrz Dobrš. K datu 20. dubna 1377 je Peter de Dobrssye zmiňován coby patron farního kostela Zvěstování Páně v Dobrši a ustanovil zde faráře.
Přibíkův syn Jan Beneš působil jako purkrabí ve Strakonicích, další Kocové sloužili u Rožmberků. V pozdějších letech se rozdělili na čtyři větve: dobršskou, bystřickou, ohrazenickou a mimetickou. Také drželi Nýrsko a Všeruby. Některé linie vymřely, majetek jedné z nich přešel na Běšiny z Běšin. Dětleb Koc z Dobrše a jeho syn Jan Adam Koc z Dobrše měli v 16. století ve svém vlastnictví Snopoušovy. Jedna z rodových hrobek je v kostele svatých Petra a Pavla ve Volenicích.
Rod se hlásil k příbuzenství s husitským hejtmanem Janem Žižkou z Trocnova, pobělohorské období ovšem přečkal díky své příslušnosti ke katolické víře. Diviš Koc, ačkoli patřil mezi odsouzené, dokázal svou věrnost k císaři a stal se hejtmanem Plzeňského kraje. Roku 1629 dosáhl pro sebe i pro své potomky (např. Jan Markvart a Václav Albrecht) povýšení do panského stavu a roku 1634 do říšského hraběcího. K české hraběcí nobilitaci došlo 5. ledna 1637.
Kristián z Dobrše (1806–1883) působil jako místodržitelský viceprezident v Košicích a v Brně a poslanec rakouské Říšské rady. Také další Kocové z Dobrše (Ferdinand Kotz z Dobrše, Vilém Kotz z Dobrše) a Václav Erasmus z Dobrše (1773-1857) zasedali v poslaneckých lavicích.
Z rodu Koců z Dobrše se proslavil Václav Erasmus, který roku 1796 zdědil po své matce Františce, rozené Zuckerové z Tamfeldu, panství a zámek Újezd Svatého Kříže. Působil jako císařský a královský komoří a rytíř císařského rakouského Leopoldova řádu. Uměnímilovný Václav Erasmus se stal členem Společnosti vlasteneckých přátel umění v Praze a členem Společnosti pro povznesení hudebního umění v Praze. Jeho zámecká knihovna v Újezdě Svatého Kříže čítala na 1500 svazků a jeho dědicům byla po roce 1945 zkonfiskována do Knihovny Národního muzea. Václav Erasmus s rodinou obýval v Praze palác Hrobčických čp. 401/I v Rytířské ulici čp. 20, měl syna Kristiána a dcery Ernestinu, Luisu a Johannu (* 1808), provdanou hraběnku Festeticsovou. Kristiánovu manželku Aglaju, rozenou princeznu z Auerspergu (1812-1899) portrétoval Josef Mánes, který na zámku v polovině 60. let pobýval a vytvořil také portréty dalších členů rodiny.
Poslední majitel zámku Újezd Svatého Kříže, Jindřich (Heinrich) Kotz z Dobrše (1880-1956), se hlásil k německé národnosti. Za první světové války sloužil jako rytmistr v pluku husarů c. a k. rakousko-uherské armády. Jeho syn Karl Christian z Dobrše (1917-2007) za druhé světové války dosáhl hodnosti majora Wehrmachtu. Jejich část rodiny byla po druhé světové válce vyhnána do Bavorska.

## Současnost

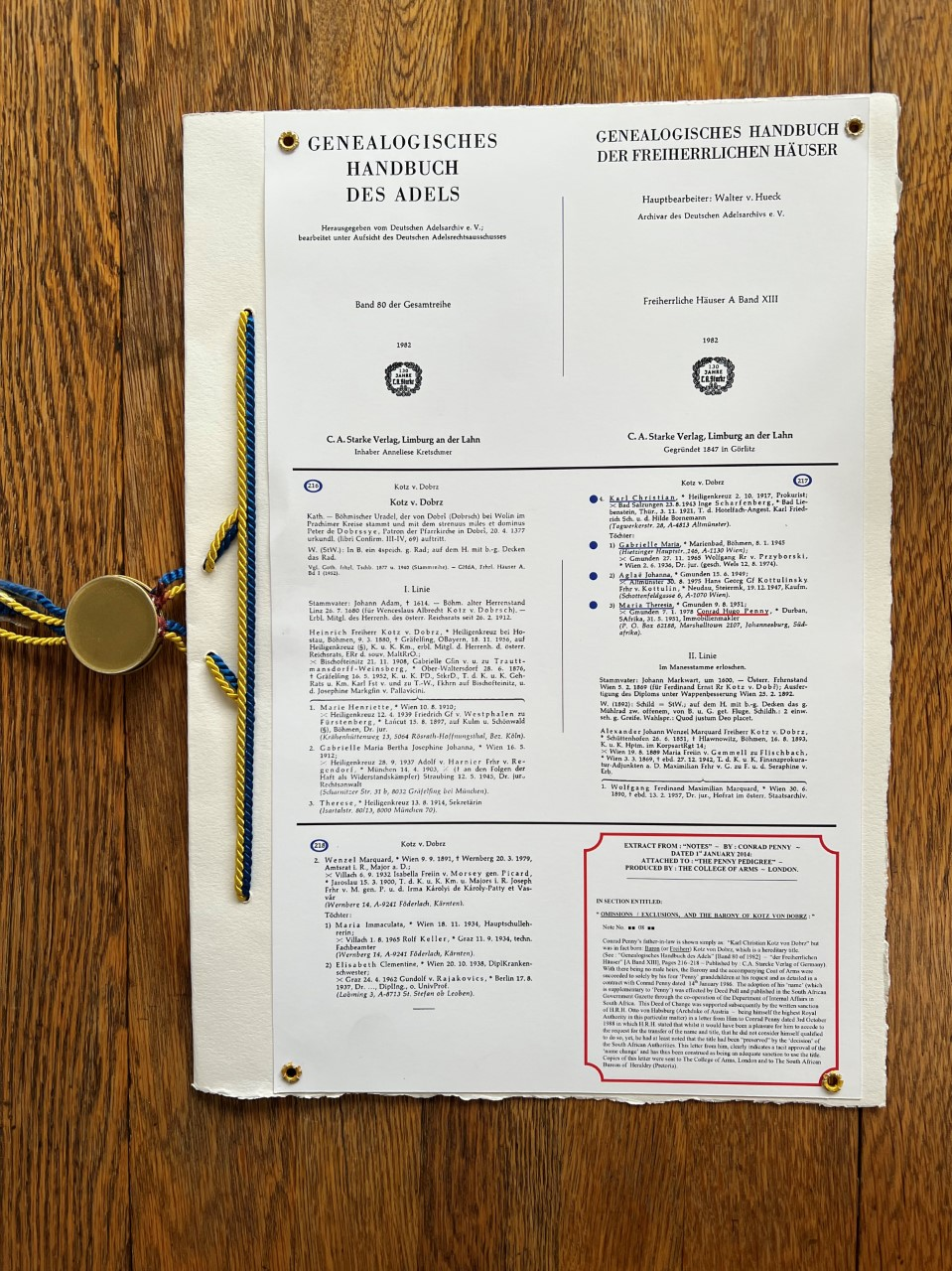
Průkaz pokračování potomků rodu Koců z Dobrše v Genealogisches Handbuch des Adels

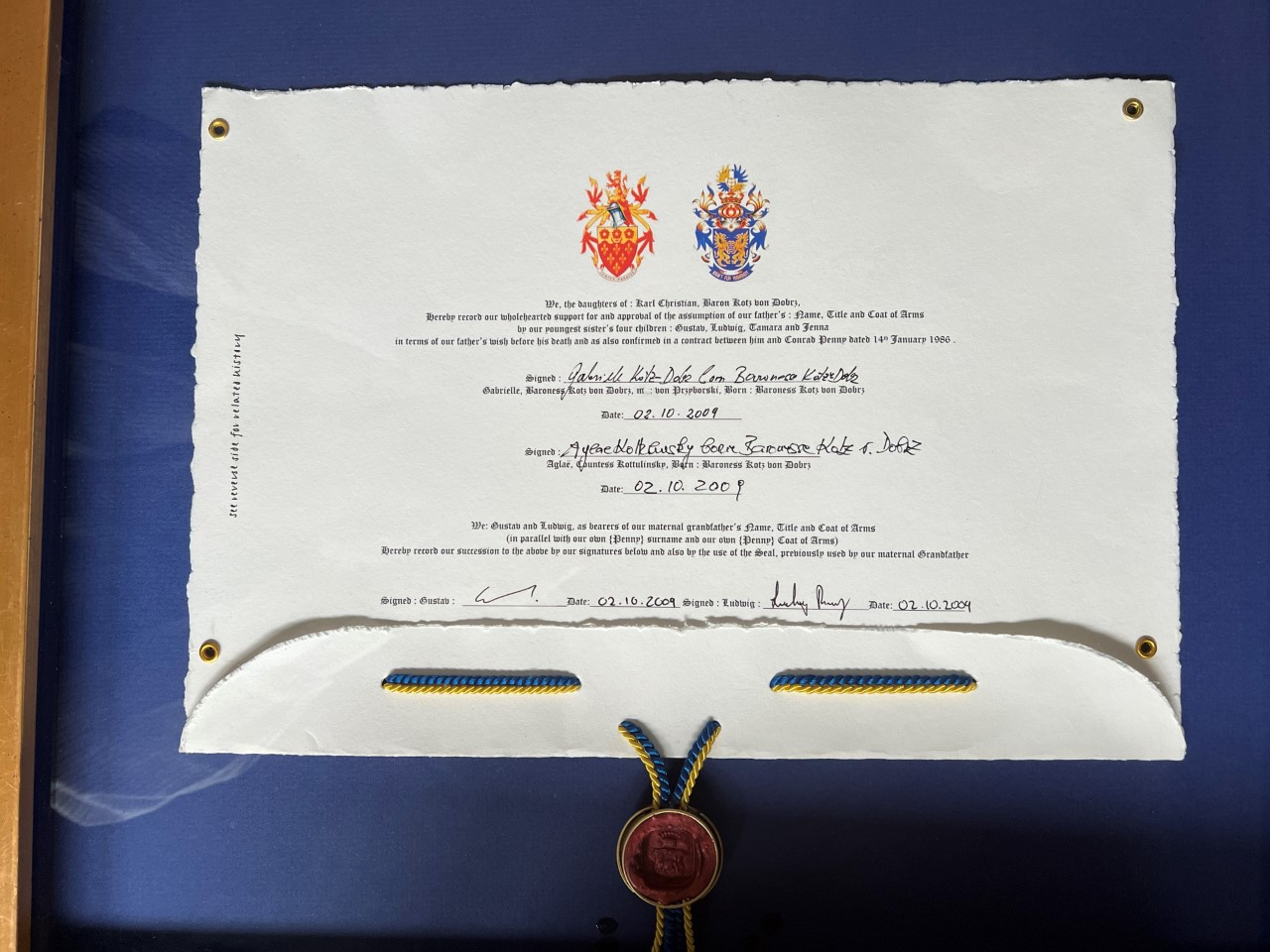
Originál dokladu o osvojení potomků Marie Terezy Kotzové a Conrada Huga Pennyho rodinou Kotz von Dobrz.

V současné době žijí tři potomci rodu ve Vídni, Štýrsku a v Jihoafrické republice: Gabriella provdaná za rytíře (Ritter) Wolfganga von Przyborského, Aglaé provdaná za hraběte Hanse Georga Kottulinského, svobodného pána z Kotulína, a Marie Terezie provdaná za Conrada Huga Pennyho. Synové Conrada Pennyho a jeho manželky Marie-Theresie Penny, rozené svobodné paní (Freiin) Kotz von Dobrz, převzali jméno a titul svobodný pán (Freiherr) Kotz von Dobrz (jako doplňková část jejich jména Penny) na žádost jejich dědečka Karla Christiana Kotze von Dobrz. K tomu účelu byla uzavřena smlouva ze dne 14. ledna 1986 mezi Kotzem von Dobrz a Conradem Pennym.

## Osobnosti

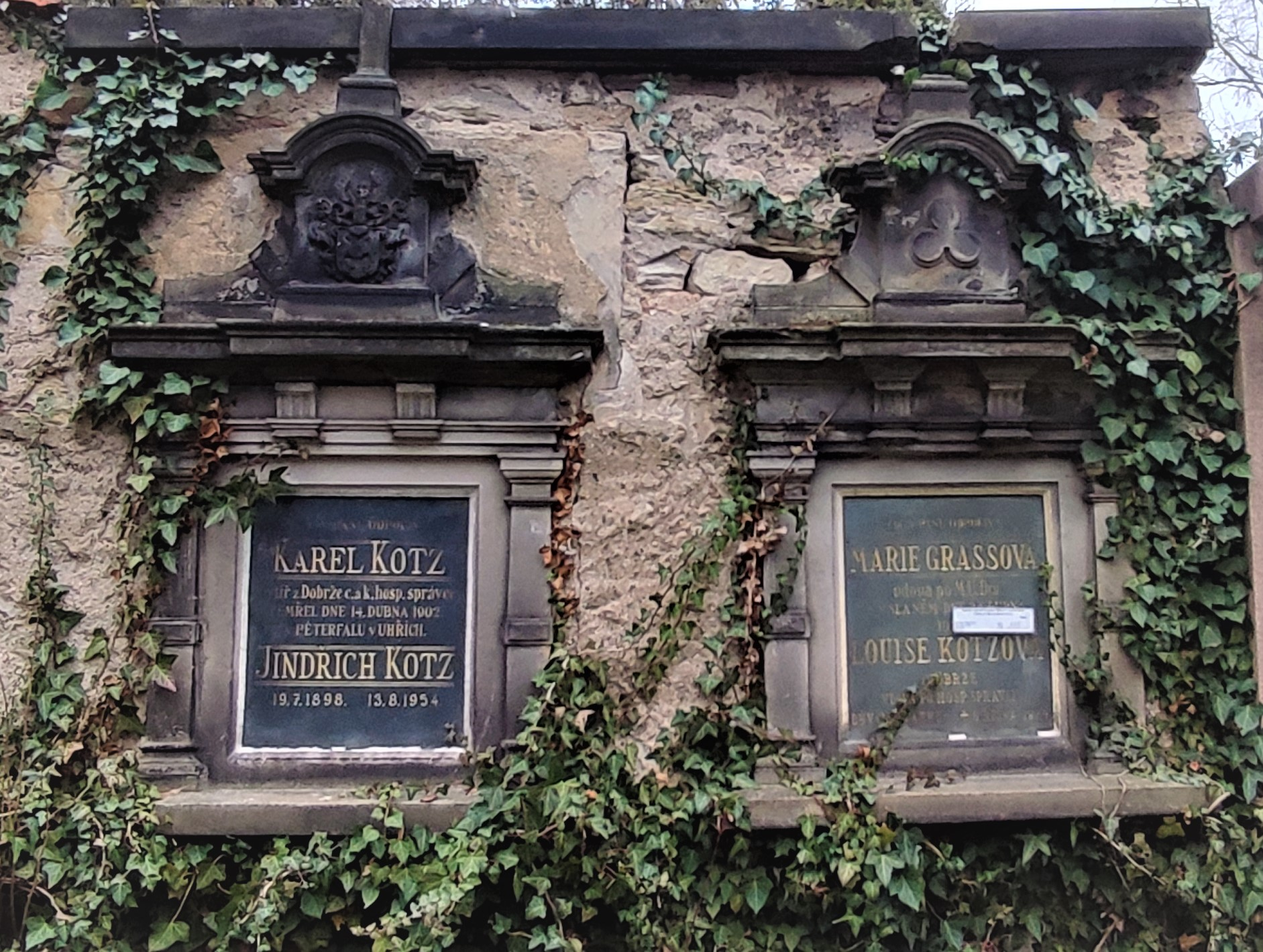
Náhrobky Karla, Jindřicha a Luisy Koců z Dobrše, Městský hřbitov ve Slaném

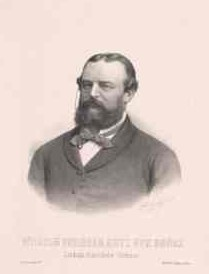
Vilém Koc z Dobrše (1839-1906), poslanec českého zemského sněmu a říšské rady

- Markvart Josef Koc z Dobrše (1770–1828), spisovatel
- Kristián Koc z Dobrše (1806–1883), poslanec a politik
- Luisa Kocová z Dobrše (?–1863), spisovatelka a malířka krajin
- Vilém Koc z Dobrše (1839–1906), poslanec českého zemského sněmu a říšské rady
- Ferdinand Koc z Dobrše (1821–1882), poslanec českého zemského sněmu
- Václav Koc z Dobrše (1842–1912), c.k. polní podmaršál, poslanec českého zemského sněmu

## Erb
V původním znaku měli zlaté kolo se čtyřmi loukotěmi na modrém podkladu. Po povýšení se erb rozmnožil, ale základ zůstal stejný.

## Příbuzenstvo
Spojili se s Kolovraty, Deymy ze Stříteže, Vratislavy z Mitrovic, Příchovskými, Janovskými z Janovic, pány z Běšin, z Klenové, Auerspergy, Feštetići, Kotulinskými z Kotulína, Przyborskými, či Lokšany z Lokšan.